# 2969 Мікула
2969 Мікула (2969 Mikula) — астероїд головного поясу, відкритий 5 вересня 1978 року.
Тіссеранів параметр щодо Юпітера — 3,307.